# Halopyrum
Halopyrum Stapf é um gênero botânico pertencente à família Poaceae.